# Solingen
Solingen (lim. Solich) – miasto na prawach powiatu w zachodniej części Niemiec, w kraju związkowym Nadrenia Północna-Westfalia, w rejencji Düsseldorf, na południe od Zagłębia Ruhry. Leży na obrzeżu górzystego regionu Bergisches Land, w którym jest drugim co do wielkości miastem (za graniczącym z nim Wuppertalem).
Po reformie terytorialnej w 1929 w wyniku włączenia okolicznych gmin w granice miasta, liczba mieszkańców przekroczyła 100 000, zyskując tym samym status dużego miasta (Großstadt).
Miasto jest znane z produkcji noży. Unikatowa jest też sieć trolejbusowa, która funkcjonuje jeszcze tylko w dwóch innych niemieckich miastach (Esslingen am Neckar i Eberswalde). W mieście znajduje się muzeum ostrza.

## Geografia
Solingen leży na południowy zachód od Wuppertalu w Bergisches Land. Obszar miasta liczy 89,48 km². Połowa tej powierzchni to tereny rolnicze, ogrody lub lasy. Granica miasta ma 62 km długości. Największe rozciągnięcie obszaru miasta w linii wschód-zachód to 15,6 km, a w kierunku północ-południe 11,7 km. Przez miasto przepływa rzeka Wupper – jej odcinek w granicach Solingen ma długość 26 km. Najwyższy punkt w mieście znajduje się na wys. 276 m n.p.m. w dzielnicy Gräfrath przy dawnej wieży ciśnień, a dzisiaj latarni. Najniższy punkt leży na zachód od Götsche i na południe od Verlach 53 m n.p.m.
Miasta i gminy graniczące z Solingen zgodnie z ruchem wskazówek zegara zaczynając na północnym wschodzie to: Wuppertal i Remscheid (miasta na prawach powiatu), Wermelskirchen, Burscheid i Leichlingen (obie gminy leżą w powiecie Rheinisch-Bergischer Kreis) oraz Langenfeld (Rheinland), Hilden i Haan (z powiatu Mettmann).

## Historia
Nazwa miasta została po raz pierwszy przypuszczalnie użyta w roku 1067 przez westfalskiego pisarza w formie Solonchon.
Odtąd wzmiankowane były różne pisownie: Solonchon – Solengen (1168, 1172) – Soileggen (1363, 1366, 1377) czy też Soleggen (1365) – Solingen (1174); Solungun – Solonchon (1067) – Solungen (1356, 1382) – Solingen.
Od średniowiecza Solingen jest centrum niemieckiego wytwórstwa mieczy, noży, przyrządów do cięcia i brzytew.
Od 1994 r. nazwa Solingen jest zastrzeżoną marką produktów tego typu. Po II wojnie światowej przesiedleni zostali tutaj dotychczasowi niemieccy mieszkańcy Złotoryi.
W światowych mediach nazwa Solingen pojawiła się w 1993 r., kiedy pięć tureckich dziewcząt i kobiet zginęło w pożarze umyślnie wywołanym przez neonazistów.

## Gospodarka
W mieście rozwinął się przemysł metalowy, wmaszynowy, elektrotechniczny, papierniczy, skórzany oraz chemiczny.

## Dzielnice
Miasto jest podzielone na pięć dzielnic:
- Gräfrath
- Wald(inne języki)
- Solingen-Mitte(inne języki)
- Ohligs/Aufderhöhe/Merscheid
- Burg/Höhscheid(inne języki)

Dzielnice dzielą się jeszcze na osiedla, których granice często nie są dokładnie określone. Są to m.in.: Balkhausen, Brabant, Broßhaus, Central, Dahl, Demmeltrath, Dorperhof, Flachsberg, Fürk, Fürkeltrath, Fuhr, Glüder, Gosse, Hackhausen, Haasenmühle, Hasseldelle, Hästen, Ittertal, Kannenhof, Katternberg, Ketzberg, Kohlfurth, Kotzert, Krahenhöhe, Külf, Landwehr, Mangenberg, Mankhaus, Maubes, Meigen, Müngsten, Nümmen, Papiermühle, Piepersberg, Rüden, Schaberg, Schieten, Schnittert, Theegarten, Unterland, Weyer, Widdert, Wilzhaus, Zum Holz.

### Reformy administracyjne
Obszar miasta powiększył się w 1889 o miasto Dorp (prawa miejskie od 1856). W 1896 r. Solingen zostało wyłączone z powiatu i stało się miastem na prawach powiatu, ale nadal pozostało siedzibą otaczającego je teraz powiatu Solingen. Kiedy 1 sierpnia 1929 w życie weszła ustawa o nowym podziale komunalnym obszaru przemysłowego [Gesetz über die kommunale Neugliederung des rheinisch-westfälischen Industriegebietes], miasto zostało połączone z Gräfrath, Höhscheid, Ohligs (do 1891 r. Merscheid) i Wald, które od 1856 posiadały prawa miejskie i znajdowały się w powiecie Solingen. W ten sposób powstało nowe miasto Solingen.
Ostatnie powiększenie granic miasta miało miejsce 1 stycznia 1975 roku,  przyłączone zostały: miasto Burg an der Wupper i dzielnica Höhrath, należąca dotąd do miasta Wermelskirchen – oba położone do tej pory w sąsiednim powiecie Rhein-Wupper-Kreis.

## Religia
Od początku miasto podlegało katolickiemu biskupowi w Kolonii.
Od 1827 r. Solingen jest siedzibą dekanatu katolickiego w na nowo ukształtowanym biskupstwie kolońskim.
W wyniku reformacji i przyjęciu przez grafów von Berg nowej religii, w Solingen pojawili się protestanci. W 1590 r. powstała pierwsza parafia protestancka (ewangelicy reformowani). Luteranie pojawili się w mieście na początku XVII wieku. Obie ewangelickie gminy połączyły się w 1838 r. Taka unia miała miejsce w całych Prusach już w 1817 r.
Dziś ok. 34% mieszkańców Solingen należy do kościoła ewangelickiego, a ok. 26% do rzymskokatolickiego. Oprócz tego w mieście działają też: gmina kościoła greckokatolickiego, baptyści, metodyści, adwentyści, świadkowie Jehowy i wiele innych o protestanckich korzeniach.

## Współpraca
Miejscowości partnerskie:
- Saksonia: Aue
- Wielka Brytania: Blyth
- Francja: Chalon-sur-Saône
- Holandia: Gouda
- Nikaragua: Jinotega
- Izrael: Nes Cijjona
- Senegal: Thiès
- Polska: Złotoryja